# Březnice
Březnice (niem. Bresnitz) − miasto w Czechach, w kraju środkowoczeskim. Według danych z 31 grudnia 2003 powierzchnia miasta wynosiła 1947 ha, a liczba jego mieszkańców 3662 osób.

## Demografia
| Rok             | 1970 | 1980 | 1991 | 2001 | 2003 |
| --------------- | ---- | ---- | ---- | ---- | ---- |
| Liczba ludności | 3196 | 3808 | 3614 | 3659 | 3662 |

Źródło: Czeski Urząd Statystyczny